# Stanisław Balicki
Stanisław Witold Balicki (* 29. Juni 1909 in Krakau; † 27. November 1978 in Warschau) war ein polnischer Theater- und Literaturkritiker sowie Theaterleiter. Sein Bruder war der Schauspieler und Regisseur Juliusz Balicki.

## Leben
Balicki besuchte die Schule in Krakau und studierte von 1927 bis 1930 Polonistik an Jagiellonen-Universität und von 1930 bis 1932 an der Universität Posen. Ab 1929 publizierte er Artikel und Kritiken in der Zeitung Ilustrowany Kurier Codzienny. In seinem letzten Studienjahr 1931/1932 war er Herausgeber und Redakteur der Zeitschrift Dwutygodnik Literacki n Posen. Nach seiner Rückkehr nach Krakau 1933 schrieb er regelmäßig für Ilustrowany Kurier Codzienny. Daneben publizierte er auch im Tempo Dnia und ab 1935 im Światowid und As. Während der Deutschen Besetzung blieb er in Krakau und beteiligte sich am literarischen Leben im Untergrund.
Nach dem Zweiten Weltkrieg war er ab Januar 1945 Mitbegründer des Dziennik Krakowski. Zudem war er von 1945 bis 1950 Chefredakteur des Dziennik Polski, von 1946 bis 1947 Gründer und Chefredakteur der Młoda Rzeczpospolita und von 1947 bis 1950 des Dziennik Literacki. An den Staatlichen Dramentheatern (Państwowe Teatry Dramatyczne) in Krakau war er in der Saison 1949/1950 literarischer Leiter.
Anschließend zog er 1950 nach Warschau, wo er zuerst als Redakteur und von 1951 bis 1954 als Leiter und Chefredakteur für das Staatliche Verlagsinstitut (Państwowy Instytut Wydawniczy) arbeitete. Zugleich redigierte er mit Jan Alfred Szczepański die Monatszeitschrift Teatr. Im Kollegium des Ministeriums für Kultur und Kunst war er von 1954 bis 1956 tätig und war einer der Initiatoren des Festivals Warschauer Herbst. Anschließend war er von 1957 bis 1964 Direktor und künstlerischer Leiter am Polnischen Theater in Warschau. Daneben publizierte er von 1960 bis 1974 im Życie Literackie. Die Generaldirektion im Ministerium für Kultur und Kunst übernahm er 1964. Zudem war er von 1965 bis 1978 Redaktionsmitglied des Miesięcznik Literacki.

## Publikationen
- Misterium na Rynku Krakowskim, 1932
- Współpraca kulturalna polsko-radziecka, 1967
- La politique culturelle en Pologne, 1972

## Auszeichnungen
- 1955: Offizierskreuz Polonia Restituta